# فاستر (ایندیانا)
فاستر (به انگلیسی: Foster) یک منطقهٔ مسکونی در ایالات متحده آمریکا است که در شهرستان وارن، ایندیانا واقع شده‌است. فاستر ۱۹۳ متر بالاتر از سطح دریا واقع شده‌است.